# بيرسي لافون جوليان
بيرسي لافون جوليان، ((بالإنجليزية: Percy Lavon Julian)‏ ـ 11ابريل، 1899- 19ابريل، 1975) باحث كيميائي أمريكي ورائد في مجال التصنيع الكيميائي للمركبات الطبية من النباتات. وكان جوليان أول كيميائي قام بتركيب منتج فيزوستيغمين الطبيعي ورائد في الصناعة على نطاق واسع للمركبات الكيميائية من البروجسترون (هرمون الأنوثة) والتيستوستيرون (هرمون الذكورة) التي في جسم الإنسان من الستيرويد النباتي مثل: ستجماستيرول وسيتوستيرول. وقد وضع عمله الأساس في إنتاج صناعة دواء الستيرويد من الكورتيزون والستيرويدات القشرية الأخرى وحبوب تنظيم الحمل.
وبدأ جوليان بعمل شركته الخاصة بعد ذلك في تصنيع متوسطات الستيرويد من نبات اليام البري، وقد ساعد عمله كثيراً في تقليل تكلفة متوسطات الستيرويد لشركات المستحضرات الصيدلية الكبيرة متعددة الجنسيات من أجل المساعدة وبشكل كبير في توسيع النطاق في استخدام العديد من الأدوية ذات الأهمية.
وقد حصل جوليان على أكثر من 130 براءة اختراع في المركبات الكيميائية، ويعد جوليان أول أمريكي من أصل أفريقي حصل على درجة الدكتوراه في الكيمياء، وهو أول كيميائي أمريكي من أصل أفريقي تم تعيينه في الأكاديمية الوطنية للعلوم، وثاني عالم أمريكي من أصل أفريقي تم تعيينه (بعد ديفيد بلاكويل) في أي مجال.

## بداية حياته
ولد بيرسي جوليان في مونتوغمري في ولاية ألاباما كأول طفل من ستة يولدون لجيمس سمنر جوليان واليزابيث لينا جوليان. كلا والديه كانا من خريجي جامعة ولاية ألاباما. والده جيمس -الذي كان والده عبداً- كان كاتب في خدمة السكك الحديدية في مكتب بريد في الولايات المتحدة، في حين والدته اليزابيث عملت كمدرّسة. نشأ بيرسي جوليان في وقت الثقافة العنصرية لجيم كرو والنظام القانوني في جنوب الولايات المتحدة. من بين ذكريات طفولته عثر على رجل أُعدم شنقاً في شجرة بينما يمشي في الغابة بالقرب من منزله. في الوقت الذي كان الوصول للتعليم مابعد الصف الثامن نادرجدًا للأمريكيين من أصل أفريقي، قاد والدا جوليان أطفالهم نحو التعليم العالي.
التحق جوليان بجامعة ديباو المتواجدة في مدينة غرينكاسل في ولاية إنديانا التي كانت تقبل عدد قليل من الآميركيين من أصول أفريقية. وطبيعة المدينة العنصرية فرضت ثقافة العزلة والتفرقة. ولهذا، لم يسمح لجوليان الإقامة في السكن الجامعي واضطر للسكن في مسكن خارج الجامعة ولم يكن سهلا له الحصول على الطعام، وقضى فترة طويلة قبل أن يجد مطعما يقدم له الطعام. كما كان صعبا عليه إيجاد عملا. وعمل لفترة طويلة في نادي الأخوة الجامعي في اشعال النيران في الأفران وكخادم للطاولات وأعمال وضيعة أخرى، وبالمقابل، سمحوا له أن ينام في قبو دار الأخوة وأكل من فضلات الطعام. تخرج من الجامعة عام 1920 حاصلا على عضوية فاي بيتا كابا وهي أعلى درجة شرفية في أميركا وكخطيب في حفل تخرد دفعته وهي في أميركا دلالة على تفوق الخريج ومرتبته الشرفية الأكاديمية العالية. وقام والده بالانتقال مع عائلته إلى مدينة غرينكاسل ليلتحق بقية أبنائه بجامعة ديباو بينما هو عمل كإداري في مؤسسة البريد.
وبعد التخرج رغب جوليان بالحصول على درجة الدكتوراه في تخصص الكيمياء مع علمه بصعوبة حصول الطلبة أمريكيون أفارقة من القيام بذلك. وبدلامن ذلك تمكن من الحصول على منصب أستاذ لمادة الكيمياء بجامعة فيسك. وفي العام 1923 حصل على شهادة الزمالة بالكيمياء والتي مكنته من الحصول على موافقة جامعة هارفرد لرسالة الماجستير، ورغم ذلك شعرت الجامعة بنوع من القلق تجاه الطلاب البيض لأنهم لن يرغبوا بأن يدرسهم أمريكي أفريقي فسحبت منه المنحة الدراسية، مما جعل من المستحيل عليه أن يكمل دراسة الدكتوراه بجامعة هارفرد.
أثناء عمله كمعلم في جامعة هاورد عام 1929، حصل جوليان على زمالة من مؤسسة روكفلير ليكمل دراساته العليا في جامعة فيينا، ومنها حصل على درجة الدكتوراه في عام 1931. تتلمذ على يد إرنست سباث وكان طالباً مميزاً. ووجد في أوروبا الحرية من التعصب العنصري الذي عانى منه في أمريكا. شارك بحريّة في التجمعات الثقافية الاجتماعية، وحضر الأوبرا وحظي بقبول كبير بين أقرانه. كان جوليان من أوائل الأمريكيين من أصول أفريقية الذين حصلوا على درجة الدكتوراه في الكيمياء، تلاه القدّيس ايلمو برايدي وإدوارد م. أ. تشاندلر.
بعد عودته من فيينا، درّس جوليان في جامعة هاورد لمدة عام واحد، حيث تعرف هناك على زوجة المستقبل، آن روزيل جونسون (الحاصلة على درجة الدكتوراه في علم الاجتماع عام 1937 من جامعة بينسلفينيا). تزوجا في 24 ديسمبر عام 1935 ورُزقا بطفلين: بيرسي لايفون جوليان الابن (31 أغسطس 1940- 24 فبراير 2008)، والذي أصبح محامياً بارعاً في الحقوق المدنية في مدينة ماديسون بولاية وسكنسون؛ وفيث روزيل جوليان (1944-)، التي ما زالت تعيش في منزلهم في أوك بارك وغالباً ما تلقي خطابات مُلهمة عن والدها ومساهماته العلمية. في جامعة هاورد أصبح جوليان مشاركاً في سياسات الجامعة، لتبدأ سلسة محرجة من الأحداث. فبناءً على طلب رئيس الجامعة، قام جوليان بإستفزاز كيميائي أبيض يدعى جايكوب شوهان مما دعاه للاستقالة. وقد انتقم شوهان بنشر الرسائل التي كتبها له جوليان من فينا لجريدة أمريكية أفريقية محلية. احتوت الرسائل على سجل من حياة جوليان الجنسية وحياة المجون التي عاشها بفيينا ومبنى دائرة الكيمياء الجديد كما وجه انتقادات لأعضاء معينين من هيئة التدريس في جامعة هاورد ودعاهم بالحمير.
بنفس الوقت، طلب جوليان بطرد مساعده في المعمل روبرت ثومسون فرد عليه ثومسون بأنه اكتشف أن جوليان على علاقة جنسية بزوجته. وبعد طرد ثومسون من الجامعة لأنه قام برفع دعوى قضائية ضدها، قام بتسليم الجريدة رسائل كتبها له جوليان من فينا تحتوى على ازدراء لإداريي الجامعة وكيف أنه خدعهم لتمرير مشاريعه. وخلال صيف عام 1932م نشرت جريدة بالتيمور الأمريكية الأفريقية جميع رسائل جوليان، وفي النهاية أرغمته الفضائح والضغوطات المصاحبة لها على الاستقالة. فخسر منصبه وكل ما عمل لأجله. وفي ديسمبر 1935، تزوج أنا روزيل وأنجبا ولدين أصبحا ناجحين.
في أدنى مستوى لمهنة جوليان ألقى إليه معلمه السابق، ويليام بلانشارد فرصة الحياة الذي كان بحاجة إليه. إذ عرض بلانشارد على جوليان منصب معلم للكيمياء العضوية في جامعة ديبوو في عام 1932م. حينها قام جوليان بمساعدة جوزيف بيكل وهو زميل له يدرس في جامعة فينا المجيء للولايات المتحدة الأمريكية للعمل معه في جامعة ديبوو. في عام 1935م أكمل جوليان وبيكل توصيف تركيبة الفيزوستيغمين وأكدا الصيغة البنائية المسندة إليها.
وكان روبرت روبنسون من جامعة أوكسفورد في المملكة المتحدة أول من نشر تركيبة الفيزوستيغمين، ولكن جوليان لاحظ أن نقطة انصهار المنتج النهائي لروبنسون كان خاطئًا مشيرًا إلى أنه لم ينشئها. عندما أكمل جوليان تركيبته تطابقت نقطة الانصهار مع النقطة الصحيحة للفيزوستيغمين الطبيعي من حبة الكالابار.
واستخرج جوليان أيضا ًستيغماستيرول، التي أخذت اسمها من بقلة الكالابار الأفريقية والذي كان الباحث يأمل أن تستخدم كمادة خام لتخليق الهرمونات الستيرويدية للإنسان والذي وفي مثل هذا الوقت من عام 1934م قام بوتيناندت وفيرنهولز في ألمانيا بإظهار أن ستيغماستيرول المعزولة عن زيت فول الصويا يمكن تحويلها إلى هرمون البروجسترون عن طريق الكيمياء العضوية الاصطناعية.

## العمل في القطاع الخاص: غلايدن
في عام 1936، رُفض جوليان للعمل في دبوو لأسباب عنصرية إذ عرضت دبونت العمل على صديق جوليان الكيميائي جوزيف بايكل ورفضت توظيف جوليان بالرغم من مؤهلاته العالية في الكيمياء العضوية. وكان اعتذارهم أنهم لم يكونوا على علم بأنه «نيغرو» (وهو مصطلح تحقيري في أمريكا يستعمل ضد الأميركيين من أصول أفريقية). وبعد ذلك قدم جوليان طلباً للعمل بمؤسسة الوراق الكيميائية في ولاية ويسكونسن، وكانت مدينة ويسكونسن لا تسمح ببقاء الأميركيين الأفارقة التجول بعد الغروب أثناء الليل وهناك قانون في مدينة بيلتون لا يسمح باستضافة أي زنجي للنوم في المدينة.
وخلال كتابة جوليان لشركة غليدين لطلب خمسة جوالين لعينات الزيت ليستخدمه كنقطة بداية لصنع مركبات الهرمونات الجينية السيزويدية للإنسان (كجزء لمعاناة زوجته من العقم). وعندما استقبل أوبرين نائب رئيس شركة غليدين طلبه قام بإجراء مكالمة هاتفية معه ليعرض عليه منصب مدير الأبحاث في ألمانيا إذ كان العرض جيداً لجوليان لأنه كان يجيد اللغة الألمانية وقد اشترت فقط شركة غليدين جهاز استخلاص بالمذيبات المعاكس من النبات في ألمانيا لإستخلاص زيت الخضروات من فول الصويا لصنع الدهانات وغيرها من الصناعات.
أشرف جوليان على مجلس الحياة النباتية في قليدن عندما وصل عام 1936م. بعد ذلك، صمم وأشرف بنفسه في إنشاء أول مصنع بالعالم لإنتاج الأصناف الصناعية من دقيق فول الصويا الخالي من الزيت بعزل بروتين الصويا. عزل بروتين الصويا قد يحل محل بروتين الحليب الأكثر غلاءً في المنتجات الصناعية مثل الطلاء وصبغ الأوراق والغراء لصنع خشب دوقلاس للبناء وصناعة الدهانات المائية.
في بداية الحرب العالمية الثانية، أرسلت قليدن نموذج من بروتين الصويا المعزول من فكرة جوليان إلى شركة منظومة الرغوة الوطنية (تعرف اليوم بوحدة تتبع كيدي لمكافحة الحرائق) والذي استخدم لتطوير رغوة آير-أو، حيث مكافحة الحرائق المحبوبة لسلاح البحرية الأمريكي «حساء فول الصويا». بينما لم تكن تماماً من بنات أفكاره، كان لعناية جوليان الدقيقة في تحضير بروتين الصويا دور كبير بجعل إنتاج رغوة مقاومة للحريق ممكناً. فعندما نضع جزئية متحللة من بروتين الصويا المستخرج إلى أنبوب ماء سيتحول المزيج إلى رغوة بواسطة تشبع الأنبوب بالهواء. كانت تستعمل رغوة بروتين الصويا لإخماد حرائق الزيت والبنزين على متن السفن وخصوصاً كانت ذات فائدة لحاملات الطائرات، فأنقذت حياة الالاف من البحارة. تقديراً لهذا الإنجاز، في عام 1947م منحت الجمعية الوطنية لنهضة الأمريكين الأفارقة جوليان وسام سبينقارن وهو الاعلى تكريماً.

## المنشطات
في عام 1940م غير جوليان سار بحثه العلمي في جليدن عندما بدأ العمل على تركيب هرمون البروجسترون والإستروجين والتستوستيرون من الستيرولز النباتية (وهي مركبات كيميائية يتم إستخلاصها من النباتات والحيوانات وتشبه في تركيبها الجزئي «الكوليسترول» الموجود في أجسامنا ولها مثالين هما الستيغماستيرول والسيتوستيرول) المستخلصة من زيت نبات فول الصويا عن طريق رغوة إبتكرها وسجل براءة اختراع لها وقد اكتشف الأطباء إستخدامات عديدة للهرمونات المكتشفة حديثاً في ذلك الوقت إلا أنه قد تم استخراج كميات صغيرة جداً من مئات الأرطال في الحبال (النخاع) الشوكي للحيوانات.
وفي العام 1940م أيضاً استطاع جوليان أن ينتج 100 رطل يومياً من الستيرول الممزوج بالصويا والتي قدرت قيمتها 10,000 دولار مقابل الهرمونات المسؤولة عن تحديد الجنس (ذكر أو انثى) وسرعان ما عالج جوليان بالأوزون 100 رطل يومياً من خليط الستيرول وثنائي الديبرومايد (أحد مشتقات الكوليسترول) وقد كان من السهل تحويل ستيغماستيرول الصويا إلى كميات تجارية من الهرمون الأنثوي البروجسترون وقدرت قيمة الرطل الأول من البروجسترون الذي انتجه بـ 63,500 دولار وقد تم شحنه إلى المشتري وهي شركة أبجون في سيارة مصفحة وسرعان ما تم إنتاج هرمونات الجنس الأخرى.
جعل جوليان إنتاج هذه الهرمونات ممكناً على نطاق صناعي أكبر مع إمكانية تخفيض تكلفة علاج أوجه القصور الهرمونية وقد حصل جوليان وزملائه على براءات الاختراع لغليدن على العمليات الرئيسية لإعداد البروجسترون والتستوستيرون من سيترول نبات فول الصويا، وكانت براءات الاختراع للمنتج والتي عقدت عن طريق إتفاق سابق ما بين شركات أدوية أوروبية منعت من التخفيض الكبير في أسعار الجملة والتجزئة للإستخدام السريري لهذه الهرمونات في العام 1940م وقد كان جوليان سبباً في إنقاذ العديد من الناس بسبب هذا الاكتشاف.
في 13 أبريل 1949م أعلن طبيب الروماتيزم فيليب هنش في عيادة مايو بأن للكورتيزون فعالية كبيرة في علاج التهاب المفاصل الروماتويدي. تم إنتاج الكورتيزون من قبل شركة ميرك بنفقات باهظة باستخدام تركيبة معقدة من 36 خطوة وهي التي طورها الكيميائي لويس سارت بدءاً بحمض الكوليك منزوع الأوكسجين من الأحماض الصفراوية للماشية. في سبتمبر 1949م أعلن جوليان عن تقدم في عملية إنتاج الكورتيزون مما استبعد الحاجة إلى استخدام رباعي أكسيد الأوزميوم والتي كانت مادة كيميائية نادرة وباهظة الثمن وبحلول عام 1950م كان من الممكن لغليدن أن تبدأ بإنتاج مركبات مترابطة فيها نشاط جزئي للكورتيزون. كما أعلن جوليان عن المركب بدءاً من البريغنينولون الرخيصة والمتوفرة بسهولة (يتم تركيبها من استيرول زيت فول الصويا ستيغماستيرول) من المنشط كورتيكسولون (يعرف أيضاً بالعنصر Reichstein's S) وهو الجزيء الذي يختلف من الكورتيزون عن طريق ذرة أكسجين واحدة وربما 17 هيدروكسي بروجستيرون وبرجنينتريولون والتي أعرب عن أمله في أن تكون فعالة في علاج التهاب المفاصل الروماتويدي ولكن للأسف لم تكن كذلك.
في الخامس من أبريل عام 1952م، نشر عالم الكيمياء الحيوية دوري بترسون وعالم الأحياء الدقيقة هربرت موري في شركة ابجون أول تقرير عن عملية التخمير للميكروب 11 ألفا اكسجنيشن للاستيرويدز في خطوة واحدة (بواسطة العفن المعروف لنظام العفناوات). عملية التخمير لديهم تستطيع إنتاج 11 ألفا هيدروكسي بروجسترون أو 11 ألفا هيدروكسيكورتيزون من البروجسترون أو مركب اس، على التوالي، والذي من الممكن بعد عدة عمليات كيميائية أن يتحول إلى كورتيزون أو 11 بيتا هيدروكسي كورتيزون (كورتيزول).
بعد سنتين، تخلى قليدن عن إنتاج الكورتيزون للتركيز على مركب اس. طوّر جوليان عملية متعددة الخطوات لتحويل البرقننولون، أصبحت متاحة بوفرة من زيت فول الصويا، إلى كورتاكزولون. في عام 1952م، أغلقت قليدن -والتي عرفت بإنتاج البروجسترون واستيرويدات أخرى من زيت فول الصويا- إنتاجها الخاص، وبدأت بتصديرهم من المكسيك من خلال تعاقد مع ديوسينث (شركة مكسيكية صغيرة أنشئت في عام 1947م على يد راسل ماركر بعد انفصاله عن سينتكس). كانت كلفة قليدن لإنتاج الكورتاكزولون مرتفعة نسبياً، لذلك قررت ابجون استخدام البروجسترون -والذي يتوفر بكمية كبيرة وبسعر أقل من سينتكس- لإنتاج الكورتيزون والهيدروكورتيزون.
في عام 1953 م، قررت غلاديين ترك العمل بالستيرويد والتي كانت غير مربحة نسبيا على مر السنين بصرف النظر عن عمل جوليان المبتكر في الأول من ديسمبر عام 1953م، غادر جوليان غلاديين بعد 18 عاماً، وتخلى عن راتب يقدر ب 50,000$ في السنة (ما يقارب 400,000$ دولار في عام 2014). لتأسيس شركته الخاصة «مختبرات جوليان» مُستغلاً المساحات الصغيرة في البناء الإسمنتي للشركة الكيميائية سوبربان في فرانكلين بارك في إلينوي.
في الثاني من ديسمبر عام 1953، حصلت شركة فايزر على تراخيص حصرية من غليدن لبراءات الاختراع لتخليق المادة S. قامت شركة فايزر بتطوير عمليات التخمير على الميكروب 11- بيتا أوكسجنيشن للاستيرويدز في خطوة واحدة لتتمكن من تحويل المادة S مباشرة إلى 11- بيتا هيدروكورتيزون (الكورتيزول)، مع تعهد سينتكس لإنتاج الكوتاكزولون وبتكلفة منخفضة جدا.

## أوك بارك ومختبرات جوليان
في وقت غير مؤكد من عام 1950، انتقل جوليان مع عائلته إلى ضاحية أوك بارك في شيكاغو، ليصبحوا بذلك أول عائلة أمريكية من أصل إفريقي تقيم هناك. وبالرغم من أن بعض السكان رحبوا بهم في مجتمعهم، إلا أنه كان هنالك معارضة طفيفة كذلك.
وقبل أن ينتقلوا حتى، وفي يوم عيد الشكر من نفس العام، تعرض منزلهم إلى قصف ناري. لاحقاً، في الثاني عشر من يونيو، 1951، وبعد انتقالهم للمنزل، تعرض المنزل لهجوم آخر بالديناميت. أدت هذه الهجمات إلى حشد المجتمع في الضاحية لتشكيل جماعة لدعم عائلة جوليان.
يروي ابن جوليان في وقتٍ لاحق، أنه خلال تلك الأوقات، كان غالباً مايقوم هو ووالده بحراسة أملاك العائلة بالجلوس في أعلى شجرة مع بندقية صيد.
في عام 1953، أسس جوليان شركة أبحاث خاصة به، شركة مختبرات جوليان. استقدم العديد من أفضل كيميائيه، بما في ذلك أمريكيون أفارقة ونساء من غليدن إلى شركته الخاصة. ربح جوليان عقداً لإمداد أبجون ببروجيستيرون يساوي 2 مليون دولار. ليتنافس ضد سينتكس، كان عليه أن يستعمل نفس البطاطا الحلوة المكسيكية كمادته الخام. أستعمل جوليان ماله الخاص واقترض من أصدقائه ليبني مصنع تجهيز في المكسيك، لكنه لم يستطع أن يحصل على تصريح من الحكومة لحصاد البطاطا المكسيكية. قام أبراهام زلوتنك -زميل سابق يهودي لجوليان في جامعة فيينا كان جوليان قد ساعده للهروب من الهولوكوست النازي في أوروبا- بقيادة بحث للعثور على مصدر جديد للبطاطا الحلوة في غواتيمالا للشركة.
في يوليو عام 1965، أثناء محاولة جوليان ومدراء تنفيذيون لشركتين أمريكيتين دخول سوق الستيرويد المكسيكية كان عليهم أن يمثلوا أمام لجنة فرعية في مجلس الشيوخ الأمريكي، وشهدوا بأن سينتكس يستخدمون نفوذ لا مبرر له لاحتكار الوصول لليام المكسيكي (نوع من أنواع البطاطا). وانتهت لجنة الاستماع بتوقيع سينتكس لإتقاقية مع وزارة العدل الأمريكية. وبرغم عدم اعتراف سينتكس باحتكار تلك الصنعة، وعدوا بأنهم لن يفعلوا ذلك في المستقبل. وخلال 5 أعوام، حصلت شركات الأدوية الأمريكية العالمية الكبيرة على جميع الأنواع الستة من منتجات الستيرويد في المكسيك، 4 منها يمتلكها مكسيكيون. خفضت سينتكس سعر الستيرويد أكثر من 250 ضعف خلال 12 عاماً، من 80 دولار للجرام في 1943 إلى 31 سنت للجرام عام 1955.
بينما أجبرت المنافسة من قبل أبجون والجينرال ميلز، والذين إتحدا سوية لعمل تحسينات كبيرة جداً في إنتاج البروجسترون من ستيغماستيرول، سعر البروجسترون المكسيكي على الهبوط من 15 سنت للجرام عام 1957، وحتى 8 سنتات للجرام عام 1968.
في العام 1958 قام أبجون بشراء 6.900 كجم من البروجسترون من شركة سنتكس الدوائية بقيمة 0.135 دولار للجرام الواحد، 6.201 كجم من البروجسترون من شركة سيرل (التي حصلت على بيزا) بقيمة 0.143 دولار للجرام، و5.150 كجم من البروجسترون من معامل جوليان بقيمة 0.14 دولار للجرام، و1.925 كجم من البروجسترون من شركة جينيرال ميلز (والتي حصلت على بروتكس) بقيمة 0.142 دولار للجرام الواحد.
وبالرغم من الانخفاض المستمر لأسعار مواد السيترويد، حافظ احتكار كبرى الشركات الدوائية الدولية على أسعار الجملة لأدوية الألياف القشرية مما جعلها ثابتة دون أي تغيير في حقبة الستينات.
فسعر الكورتيزون بقي ثابتاً على 5.48 دولار للجرام منذ سنة 1954، وسعر الهيدروكورتيزون على 7.99 دولار للجرام منذ 1954، والبريدنيزون على 35.80 دولار للجرام منذ 1956.[38] وركّز كلا من ميرك وروسيل أوكلاف على تطوير إنتاج الألياف القشرية من الأحماض الصفراء من المواشي. وفي العام 1960 كان روسيل قد أنتج قرابة ثلث كمية الألياف القشرية الموجودة بالعالم من الأحماض الصفراء.
وجد علماء مختبرات جوليان طريقة لمضاعفة الفائدة من منتج كانوا بالكاد يحصلون عليه. وخفضوا سعرهم للمنتج من 4000 دولار للكيلوجرام إلى 400 دولار. وقام ببيع الشركة سنة 1961 بقيمة 2.3 مليون. وقام سميث كلاين بشراء المنشئات الأمريكية والمكسيكية، أما أبجون قام بشراء مصنع جوليان للكيماويات في غواتيمالا.
وفي العام 1964، قام العالِم جوليان بإنشاء رابطة جوليان ومعهد جوليان للأبحاث، والذي قام بإدارتها بنفسه لبقية حياته.

## الأكاديمية الوطنية للعلوم
انتُخب السيد جوليان للأكاديمية الوطنية للعلوم في عام 1973 تقديراً لإنجازاته العلمية. وأصبح ثاني قائد أميركي من أصل أفريقي بعد ديفيد بلاكويل.

## وفاته
توفي السيد جوليان جرّاء إصابته بسرطان الكبد في التاسع عشر من أبريل عام 1975 في مستشفى سانت تريز في وكغن. ثم دفن في ولاية إلينوي، مقبرة ألم لاون في إلمهورست في إلينوي.

## ألقاب الشرف ومخلفات أعماله
- أطلقت شيكاغو سن تايمز في عام 1950 على بيرسي جوليان «الشيكاغوي».
- تقدم المنظمة المحلية للكيمائيين والمهندسين السود منذ عام 1975 جائزة بيرسي إل جوليان للأبحاث التطبيقية والنظرية في العلوم والهندسة.
- أفتتحت مدرسة بيرسي ل. جوليان الثانوية في عام 1975 في الجهة الجنوبية من شيكاغو.
- تغير مسمى مبنى العلوم والرياضيات في جامعة دي باو ليصبح مركز بيرسي ل. جوليان للعلوم والرياضيات. كما سُمي الشارع الذي تقع فيه جامعة دي باو في قرين كاسل في ولاية انديانا باسم بيرسي تيمناً به.
- تغير اسم مدرسة هيثورن في أوك بارك ف يإلينويز في عام 1985 لتكون مدرسة بيرسي جوليان المتوسطة.
- عمِل السيد جوليان في جامعة ولاية إلينويز في مجلس الأمناء وسُميت إحدى قاعاته بإسمه.
- سُميت إحدى المباني في جامعة ولاية كوبن لتصبح مبنى بيرسي جوليان للعلوم.
- انضم السيد جوليان في عام 1990 كعضو في قاعة مشاهير المخترعين.
- كرمت خدمات البريد الأمريكية في عام 1993 السيد جوليان وذلك بإصدار طابع بريدي يحمل اسمه.
- اعترفت الجمعية الكيميائية الأمريكية في عام 1999 بمركب السيد جوليان الكيميائي (فيزو ستيمين) والمعروف بأسم (إيزيرين) بأنه مَعلَم كيميائي تاريخي وطني.
- أدرج العالِم مولفي كيت أسانتي في عام 2002 السيد جوليان في قائمة أعظم مئة أمريكي من أصول أفريقية.
- سُميت لجنة تحضير الاختبارات في كلية ألبرت اينشتاين في عام 2011 باسم بيرسي جوليان.
- كرمت شركة قوقل السيد جوليان في عام 2014 بإهدائه شعار من تصميمها.

### نوفا الوثائقيه
مثل الممثل روبن سانتيجو هودسون في محطة الإذاعة العامة نوفا الوثائقيه دور البطل بيرسي جوليان في فلم (العبقرية المنسيه) والتي تتمحور حول حياته. وقد تم عرضه علي شبكة PBS في السادس من فبراير عام 2007. وبتمويل مبدأي من مؤسسه كميل وهنري دريفوس وتم التمويل بالمزيد من قبل الصندوق الوطني للعلوم الإنسانية. وقد دعي تقريبا ستين شخصا للمقابله من عائله جوليان وأصدقائه وكذلك زملاء العمل من أجل الدراما الوثائقيه.
وقد بدأ إنتاج فلم السيرة الذاتية في حرم جامعة ديبوو في مدينة جرين كاسل في مايو من عام 2002. والتي تضمن تسجيلاً لتمثال جوليان بالعرض في ساحه جامعة بيرسي لافون جوليان للعلوم وكذلك مركز الرياضيات. وقد تأخر الانتهاء وعرض البرنامج وذلك من أجل نوفا للحصول علي التفويض والنشرالمطابق لكتاب حياة جوليان.
ووفقا للمؤرخ جيمز أندرسون من جامعة آلينويز والذي صرح بالفلم بأن «قصة جوليان هي قصة إنجاز عظميه. وجهد بطل تغلب علي العديد من المصاعب الهائله. هي قصة تخبرنا من نحن ؟! وعن ماذا ندافع ؟! وعن التحديات التي كانت هناك وعن التحديات التي لاتزال معنا»

### الأرشيف
تم حفظ المستندات الخاصة بعائله بيرسي لافون جوليان بجامعة ديبو.
[52]

### براءات الاختراع
- أمريكا، براءة اختراع رقم 2218971، أكتوبر 22، 1940، استعادة الستيرولات.
- أمريكا، براءة اختراع رقم 2373686، يوليو 15، 1942، ناتج الفسفاتيد وطريقة عمله.
- أمريكا، براءة اختراع رقم 2752339، يونيو 26، 1956، تحضير الكورتيسون.
- أمريكا، براءة اختراع رقم 3149132، سبتمبر 15، 1964، مشتقات 16- أمينومينثيل - 17 - ألكيل التستوستيرون.
- أمريكا، براءة اختراع رقم 3274178، سبتمبر 20، 1966، طريقة تحضير 16(ألفا)-هيدروكسيبريجنينز ووسائط متحصلة خلال ذلك.
- أمريكا، براءة اختراع رقم 3761469، سبتمبر 25، 1973، عملية تصنيع ستيرويد كلوروهايرينز؛ مع أرنولد ليبرت هيرسك.

## منشوراته
- دراسات في سلسلة الـ (اندول). I. بناء الـ (الفا - بينزيليندولز)؛ بيرسي إل. جوليان، جوزيف بيكي؛ J. Am. Chem. Soc. 1933، 55(5)، pp 2105–2110.
- دراسات في سلسلة الـ (اندول). V. البناء الكامل للفيسوسفيجماين (إسراين)؛ بيرسي إل. جوليان، جوزيف بيكي؛ J. Am. Chem. Soc. 1935، 57(4)، pp 755–757.